# Šepci Podstenski
Šepci Podstenski su naselje u Hrvatskoj u općini Brod Moravice. Nalaze se u Primorsko-goranskoj županiji.

## Zemljopis
Istočno su Pauci, sjeverozapadno su Podstene i Kocijani, zapadno je Čedanj, jugoistočno su Zahrt, Čučak, Lokvica i Brod Moravice, istočno-jugoistočno su Moravička Sela, Delači i Gornji Kuti.

## Stanovništvo
| broj stanovnika | 44    | 36    | 32    | 34    | 25    | 23    | 21    | 23    | 23    | 28    | 21    | 24    | 17    | 9     | 3     | 2     | 4     |
|                 | 1857. | 1869. | 1880. | 1890. | 1900. | 1910. | 1921. | 1931. | 1948. | 1953. | 1961. | 1971. | 1981. | 1991. | 2001. | 2011. | 2021. |